# Camacupa
Camacupa est une ville située dans la province de Bié, en Angola. Sa population est estimée à 19 150 habitants en 2005.

## Source
- (en) Cet article est partiellement ou en totalité issu de l’article de Wikipédia en anglais intitulé « Camacupa » (voir la liste des auteurs).